# Mompeo
Mompeo est une commune italienne de la province de Rieti, dans la région Latium en Italie.

## Administration
| Période                                  | Période | Identité | Étiquette | Qualité |
| ---------------------------------------- | ------- | -------- | --------- | ------- |
|                                          |         |          |           |         |
| Les données manquantes sont à compléter. |         |          |           |         |

### Hameaux
- Madonna del Mattone

### Communes limitrophes
- Casaprota
- Castelnuovo di Farfa
- Monte San Giovanni in Sabina
- Montenero Sabino
- Poggio Nativo
- Salisano

## Personnalités liées à la commune
- Franco Caprioli, auteur de bandes dessinées